# Thérèse Raquin (film, 1953)
Pour les articles homonymes, voir Thérèse Raquin (homonymie).
Pour plus de détails, voir Fiche technique et Distribution.
Thérèse Raquin est un film franco-italien réalisé par Marcel Carné, sorti en 1953. Le scénario est librement inspiré du roman de même titre dû à Émile Zola, dont c'est la quatrième adaptation cinématographique. C’est l’adaptation la plus connue, bien qu’elle diffère fortement, notamment dans son dénouement, de l’histoire racontée dans le livre.

## Synopsis
Dans une draperie lugubre de Lyon, Thérèse Raquin s’étiole aux côtés de son mari et cousin Camille avec lequel, orpheline, elle a été élevée sans autre solution que de l’épouser. La mère de Camille, une femme austère, vit avec eux et domine complètement son fils dont elle a fait un pleutre. Elle impose au couple une vie à son image, routinière et casanière. Thérèse devient la maîtresse de Laurent, un camionneur italien qui voudrait l’épouser. Quand elle évoque son intention de divorcer à Camille, celui-ci, soutenu par sa mère, va jusqu’à monter un stratagème pour faire séquestrer Thérèse par une tante en région parisienne sous le prétexte d’un voyage d’agrément. Thérèse alerte Laurent qui monte dans le même train de nuit que le couple emprunte pour se rendre dans la capitale. L’intention de Laurent est de contraindre Camille à divorcer, mais, à l’issue de leur violente altercation, Laurent projette Camille par la portière. À la suite du décès de son fils, bien que la police ait conclu à un accident, Mme Raquin mère, victime d'une attaque cérébrale et devenue paralysée et muette, reste à la charge de Thérèse et porte de terribles regards accusateurs sur sa belle-fille. Bientôt, Thérèse et Laurent sont les proies de Riton, un petit maître-chanteur, témoin du drame dans le train. Bien que les amants et Riton soient parvenus à un accord moyennant le versement d'une somme d'argent, le destin va précipiter le trio en une issue tragique : Riton meurt écrasé par un chauffard, mais avait demandé au préalable à la bonne de son hôtel de poster une lettre d'accusation à la police si elle ne le voyait pas rentrer à l'heure dite.

## Fiche technique
- Titre original : Thérèse Raquin
- Titre italien : Teresa Raquin
- Réalisation : Marcel Carné
- Assistants réalisation : Jean Valère, C. Lombardini
- Scénario : Marcel Carné et Charles Spaak d'après le roman d'Émile Zola, Thérèse Raquin (1867)
- Dialogues : Charles Spaak
- Décors : Paul Bertrand, assisté de René Albouze
- Ensemblier : Roger Volper
- Costumes : Antoine Mayo
- Coiffures : Simone Knapp
- Maquillages : Boris Karabanoff, assisté de Hugo Svobada
- Photographie : Roger Hubert, assisté de Max Dulac
- Cadrage : Adolphe Charlet
- Son : Antoine Archimbaud
- Montage : Henri Rust, assisté de Suzanne Rondeau et Marthe Gottié
- Musique : Maurice Thiriet
- Direction musicale : Pierre-Michel Leconte dirige l'Orchestre de la Société des concerts du Conservatoire (éditions Continental)
- Photographe de plateau : Henri Thibault
- Régisseurs : Paul Laffargue, Tonio Suné
- Producteurs : Raymond Hakim, Robert Hakim
- Directrice de production : Ludmilla Goulian
- Sociétés de production : Paris Film Production (France), Lux Film (Italie)
- Sociétés de distribution : Lux France, Tamasa Distribution (vente à l'étranger), Studiocanal (France et étranger)
- Pays d’origine :  France,  Italie
- Langue : français
- Format : 35 mm — noir et blanc — 1.37:1 — son monophonique (RCA Sound System)
- Tirage : Laboratoires Lianofilm, enregistrement Poste Parisien
- Genre : drame
- Durée : 102 minutes[1]
- Dates de sortie :
  - France : 6 novembre 1953
  - Italie : 24 novembre 1953
- (fr) Classifications CNC : tous publics, art et essai (visa no 13648 délivré le 25 août 1953)
- Affiche : Guy-Gérard Noël (France)

## Distribution
- Simone Signoret : Thérèse Raquin, la femme de Camille, née Dubois
- Raf Vallone : Laurent, le camionneur italien, amant de Thérèse
- Sylvie : Mme Raquin, la mère de Camille
- Roland Lesaffre : Henri dit « Riton » le matelot libérable dans le train et maître chanteur occasionnel
- Jacques Duby : Camille Raquin, commerçant lyonnais
- Maria-Pia Casilio : Georgette, la bonne de l’hôtel de Riton
- Marcel André : M. Michaud, un ami de la famille
- Martial Rèbe : M. Grivet, un ami de la famille
- Nerio Bernardi (VF : Jean-Henri Chambois) : le docteur qui ausculte Mme Raquin mère
- Paul Frankeur : le contrôleur dans le train
- Lucien Hubert : le chef de gare de Dijon
- Madeleine Barbulée (créditée « Madeleine Barbulé ») : Mme Noblet, une cliente de la draperie
- Francette Vernillat : Françoise, la petite employée bossue
- Bernard Véron : le postier à qui la bonne remet la lettre de Riton
- Alain Terrane : un camionneur
- Jacques Hilling : le serveur de la guinguette du Moulin Brûlé recevant un mariage
- Danielle Dumont : la mariée qui danse dans la guinguette du Moulin Brûlé
- Jean-Jacques Lecot
- Claude Naudès
- Jean Rozenberg
- Jean Sylvère
- Chantal Retz

## Production

### Genèse
- Marcel Carné[2] : « Le projet me trotta furieusement dans la tête. J’avais beau essayer de m’en débarrasser, il revenait sans cesse me harceler... […] Je commençai d’abord par envisager une version se passant de nos jours. Ce n’était toutefois pas suffisant. C’est alors qu’un matin, peu après mon réveil, j’eus comme une sorte d’illumination. Pourquoi, au lieu d’un remords figuré par un fantôme évoqué en surimpression, ne pas créer un personnage bien vivant, qui aurait été le témoin involontaire du meurtre du mari par les deux amants ? […] Qu’on ne vienne pas crier à la trahison de l’œuvre littéraire... Zola vivant eût certainement compris combien sont différentes les lois qui régissent l’expression littéraire, de celles indispensables à l’expression filmée. […] Je revins trouver les Hakim et leur communiquai mon acceptation. […] Très vite également nous avions envisagé Simone Signoret pour le rôle de Thérèse et, comme il s’agissait d’une coproduction franco-italienne, Raf Vallone — que j’avais beaucoup aimé dans Le Christ interdit, de Malaparte — pour être Laurent, l’amant de celle-ci. »
- Simone Signoret[3] : « Quand les frères Hakim m'avaient proposé le rôle, j'avais verbalement accepté, à condition que Marcel Carné fasse la mise en scène. […] À Thérèse j'avais donc dit « oui », et puis j'avais dit « non », et dans les fichiers des frères Hakim comme dans celui très bien tenu de Marcel Carné, je devais être classée sous la rubrique « Emmerdeuse qui ne sait pas ce qu'elle veut ». […] J'ai cherché studieusement le numéro de la production. Je le connaissais par cœur. […] Lentement, j'ai composé le numéro. […] J'ai dit : « C'est moi, Robert, je veux bien faire Thérèse. » Je m'attendais à tout, par exemple : « C'est trop tard, ça ne nous intéresse plus. Carné est fâché, Melle X a signé son contrat... » Mais si Robert Hakim a jamais eu la voix d'un séraphin, il l'a eue ce jour-là en me répondant : « Je suis content, signons demain. » […] Avec Thérèse, je retrouvais Carné à qui je racontai tout ce qu'il avait ignoré de notre vie de figurants à Vence[4]. J'aimais bien Vallone. Vallone m'aimait bien, j'aimais Montand, et Vallone respecte les femmes d'Italiens qui aiment leur mari... »

### Scénario
Marcel Carné se rappelle que c’est le scénariste Charles Spaak qui, le premier, en écoutant Roland Lesaffre « Raconter interminablement ses souvenirs de la guerre qu’il avait faite dans le Pacifique, après avoir rejoint, à dix-sept ans, les Forces navales libres », peaufina le personnage du maître chanteur qui « Serait une sorte de titi parisien, ancien marin, pas mauvais bougre, mais que le hasard mêlait à un fait-divers dont il entendait profiter une fois, une seule... Même s’il n’était pas d’une moralité scrupuleuse, il demeurait malgré tout assez sympathique et fort éloigné du maître chanteur habituel... ». Marcel Carné appliquait ce que le scénariste Jean Aurenche avait coutume de dire « Quand on possède à fond les personnages, l’histoire vient d’elle-même ». Et Marcel Carné de conclure : « C’est un peu ce qui se produisit, le marin était le deus ex machina de la seconde partie du film. C’est peut-être pourquoi nous terminâmes le scénario bien avant la date fixée pour sa livraison. »
Différences avec le roman
- Les principaux changements apportés au scénario par rapport au roman d’Émile Zola sont la transposition de l’action dans les années 1950 et l’ajout du personnage du jeune maître chanteur, incarné par Roland Lesaffre, qui vient menacer les amants Thérèse et Laurent dans la seconde partie du film et les perdra accidentellement. Dans le film, Camille meurt projeté du train à la suite de son altercation avec Laurent alors que dans le roman, il est jeté à l’eau et se noie, son meurtre étant commis de sang-froid et prémédité. De plus, il ne mord pas Laurent au cou avant sa chute ; cette morsure, bien plus qu’une simple blessure pour Laurent, était, dans le roman, la marque qui lui rappellerait son odieux crime chaque fois qu’il la verrait, jouant de ce fait un rôle dans sa descente aux enfers. Dans l’adaptation également, c’est Thérèse, seule avec les policiers, qui est chargée d’identifier le corps de son défunt mari alors que dans le roman, c’est Laurent, qui, après s’être inlassablement rendu à la morgue jour après jour, finit par reconnaître son cadavre en décomposition. Les hallucinations de Thérèse et Laurent ne sont pas présentes dans le film, alors qu’elles sont importantes dans le roman, mais Marcel Carné s’en est expliqué par son idée de remplacer les hantises des amants par les harcèlements d’un maître chanteur.
- Dans le roman de Zola, l’action se déroule d’abord à la campagne, puis à Paris. Dans le film, tout se passe à Lyon[5].
- Dans le roman, l’assassinat de Camille (par noyade) est volontaire. Dans le film, c’est un accident consécutif à une bagarre dans un train.
- Dans le roman, les deux amants sont obsédés par le fantôme de Camille, après sa mort. Dans le film, cet aspect n’apparaît pas du tout.
- Dans le roman, Thérèse et Laurent finissent par ne plus se supporter. Dans le film, ce sont des éléments extérieurs qui finissent par les séparer.

### Casting
- Premier film français pour l'acteur italien Raf Vallone qui a obtenu gain de cause afin de ne pas être doublé. Acteur exigeant au cinéma comme à la scène, il a d'ailleurs continué à assurer lui-même le doublage des versions aussi bien françaises qu'anglaises de la plupart de ses films.
- Le rôle de Camille Raquin a valu autant de surprises à Jacques Duby (32 ans à l'époque du tournage) qu'aux gens du cinéma comme le raconte le réalisateur Marcel Carné[2] : « J’avais pris un jeune acteur alors inconnu[Note 2], Jacques Duby, dont la frêle silhouette correspondait assez à l’image que je me faisais de Camille Raquin. De l’avoir vieilli de vingt ans grâce à un savant maquillage allait valoir à celui-ci des mois durant une aventure peu commune. Dans le film, le teint blême, le visage creusé, les cheveux grisonnants, il paraissait la cinquantaine… son succès avait été très grand, aussi les propositions ne lui manquèrent-elles pas dès la sortie du film. Mais arrivait-il devant le réalisateur qui l’avait convoqué que celui-ci sursautait : 
« Je crois qu’il y a erreur, constatait-il. C’est votre père que je voulais voir.
 — Mais, s’étonnait Duby, mon père ne fait pas de cinéma.
 — Pourtant… Thérèse Raquin.
 — C’était moi… vieilli. »
Le pauvre Duby avait un mal fou à convaincre son interlocuteur. Y parvenait-il qu’aucune suite n’était donnée à l’entretien, le réalisateur recherchant un comédien approchant la cinquantaine. »

### Tournage
- Période prises de vue : du 2 mars au 28 avril 1953[6].
- Intérieurs[7] : studios de Neuilly (Hauts-de-Seine).
- Extérieurs : 
  - Lyon (Rhône)[8] :
    - 1er arr. :
— générique se déroulant sur un panorama de Lyon vu depuis la place Rouville, place où Georgette, la bonne de l'hôtel de Riton, remet la lettre fatidique au postier à la fin du film ; le mot « Fin » apparaît sur le même panorama que celui du début ;
— le tram « train bleu » arrivant sur un quai de Saône (scène où Thérèse descend du tramway pour se diriger vers la guinguette du Moulin Brûlé où l'attend Laurent)[Note 3] ;
— vues générales : montée de la Grande-Côte, place des Terreaux ;
— quai Saint-Vincent : arrivée en moto de Riton à Lyon ; au pont la Feuillée, Riton demande son chemin à un agent de la circulation et se dirige ensuite, toujours en moto, vers la rue Constantine puis va se garer devant la draperie Raquin rue Saint-Jean.
    - 2e arr. :
— quai du Docteur-Gailleton/pont de l'Université (au début du film, plutôt que de regarder les joueurs de pétanque comme le font Camille et Mme Raquin, Thérèse préfère regarder couler le Rhône) ;
— Camille et Laurent font connaissance à l'occasion d'un différend professionnel, scènes peut-être tournées au marché d'intérêt national de Perrache[Note 4] ;
— gare de Lyon-Perrache (scène du départ en train pour Paris de Thérèse et Camille) ;
— vues générales : place Bellecour, pont Bonaparte, chapelle de l'Hôtel-Dieu, pont du Change (pont détruit en 1974).
    - 5e arr. :
— rue Saint-Jean (trois scènes importantes s'y déroulent[Note 5]) ;
— palais de justice historique de Lyon (scène où Thérèse sort du tribunal en descendant les marches).

  - Lieu non renseigné : scène où Thérèse, accompagnée par la police, vient identifier le cadavre de Camille le long de la ligne de chemin de fer, « un peu avant ou un peu après Chalon » où, selon le chef de gare de Dijon, Camille Raquin « serait tombé du train »[Note 6]...

Quelques images des sites et éléments du tournage
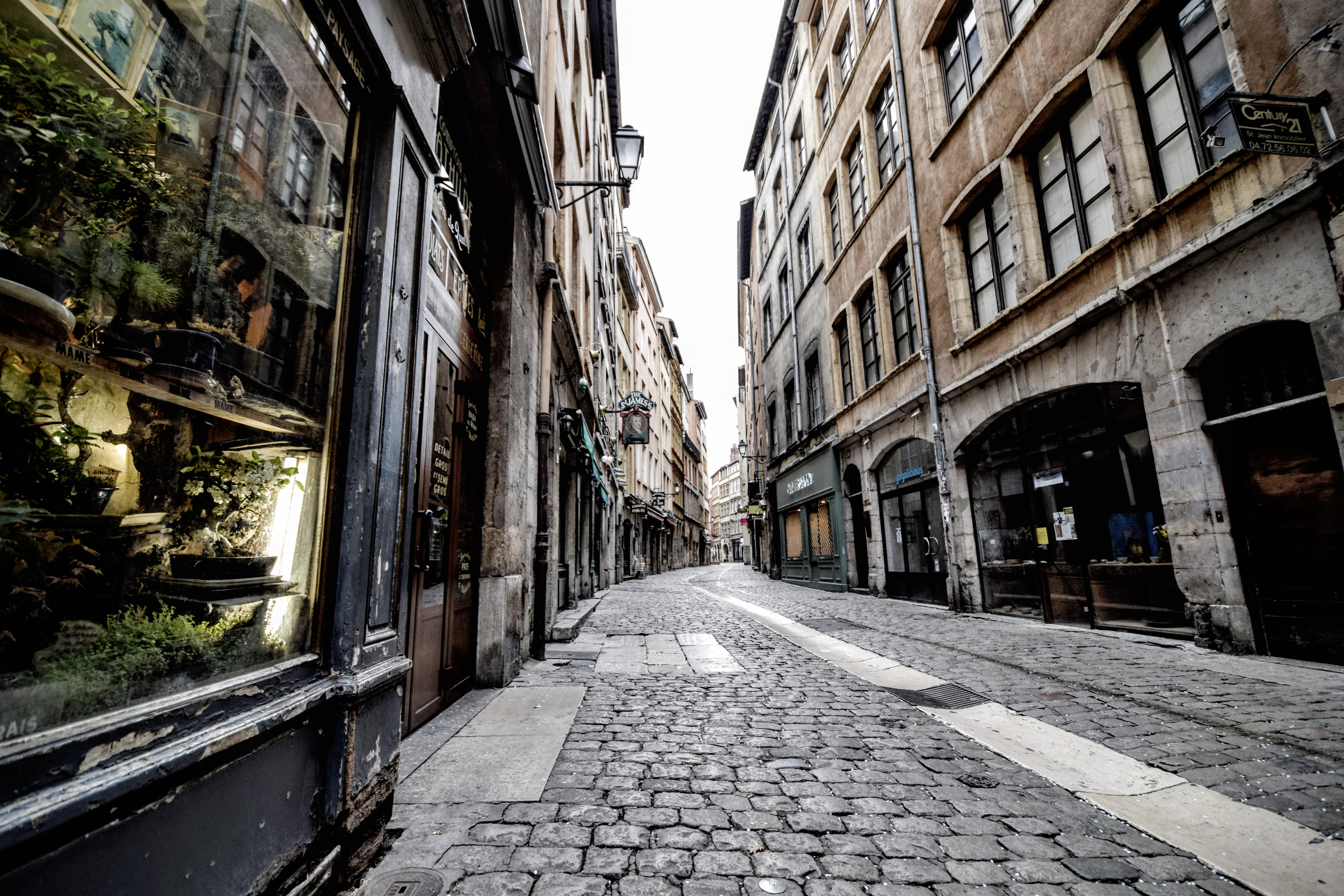
Rue Saint-Jean (en 2016) où est située la draperie Raquin dans le film.
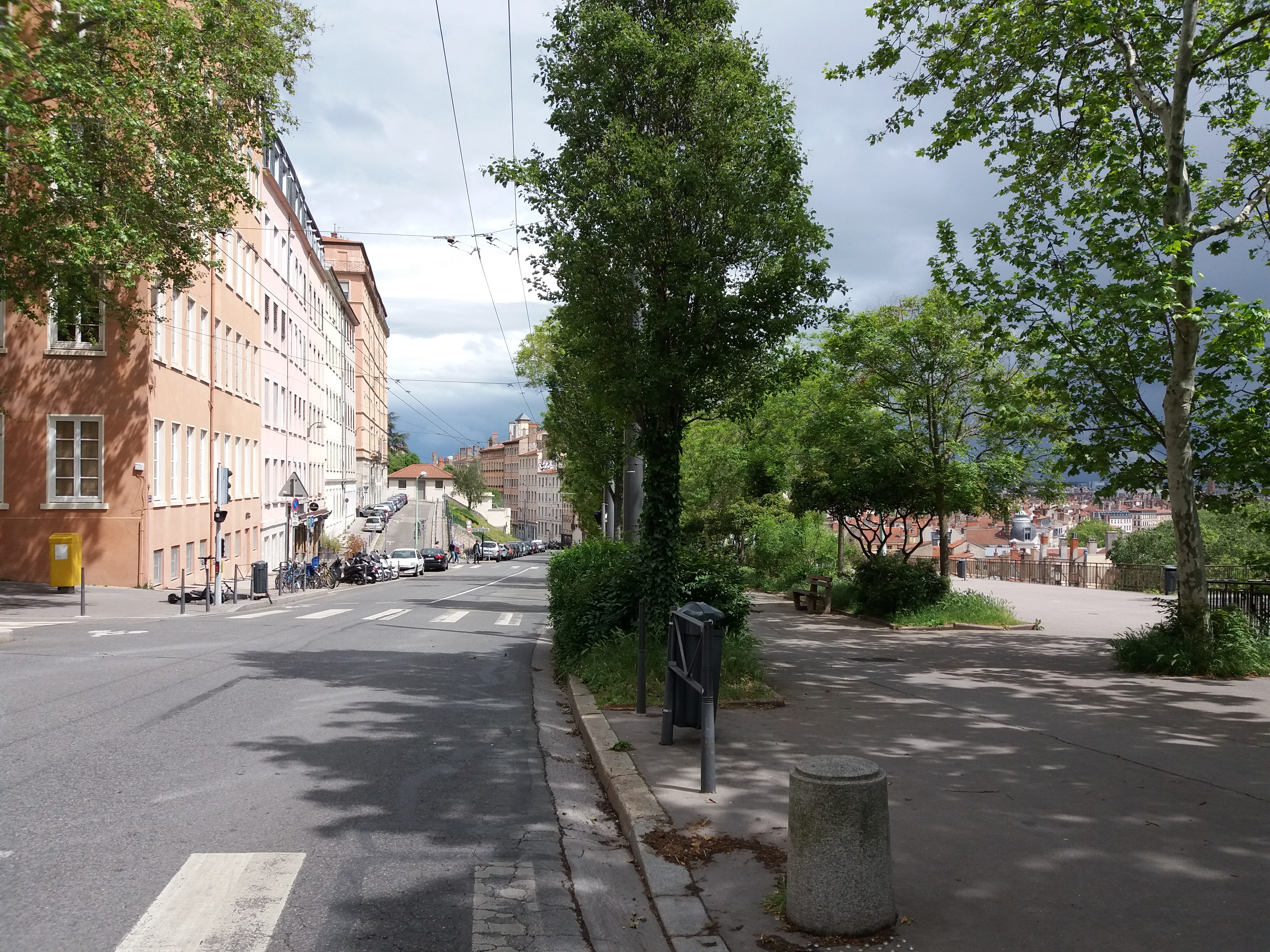
Place Rouville en 2019.
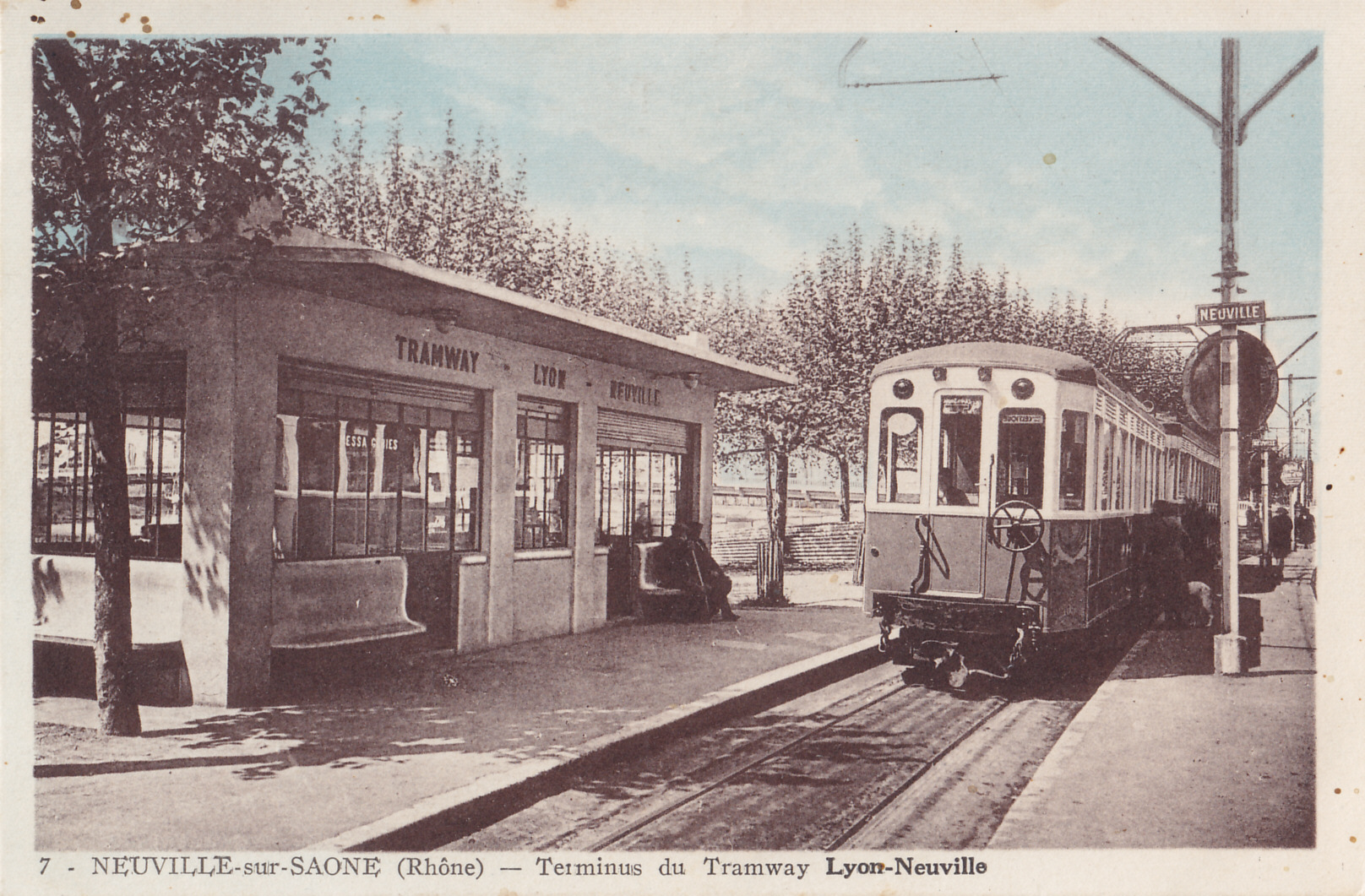
Le tram « train bleu » du Val de Saône en gare de Neuville-sur-Saône (photo des années 1930).
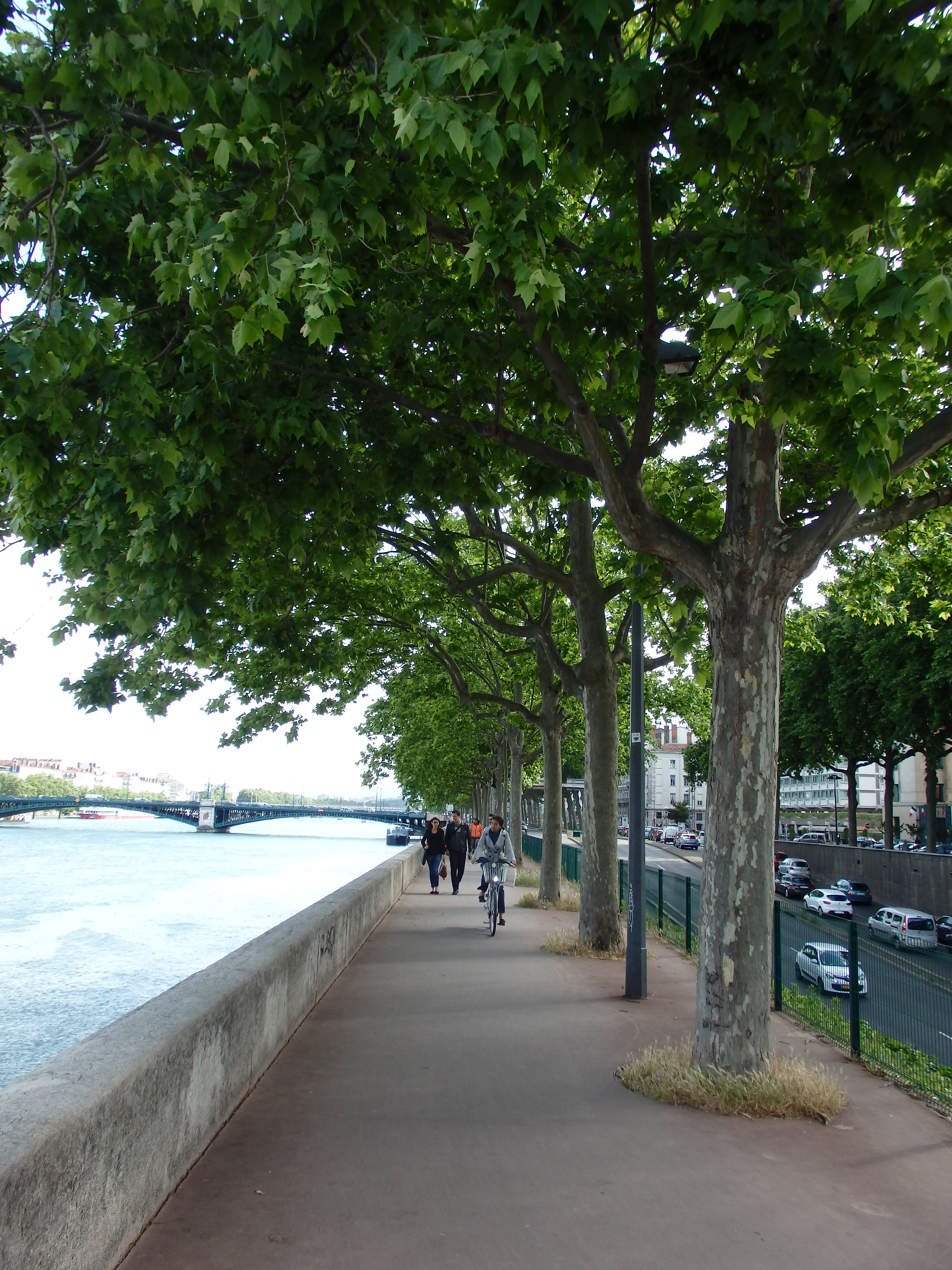
Quai du Docteur-Gailleton en 2015. À l'arrière plan, pont de l'Université.
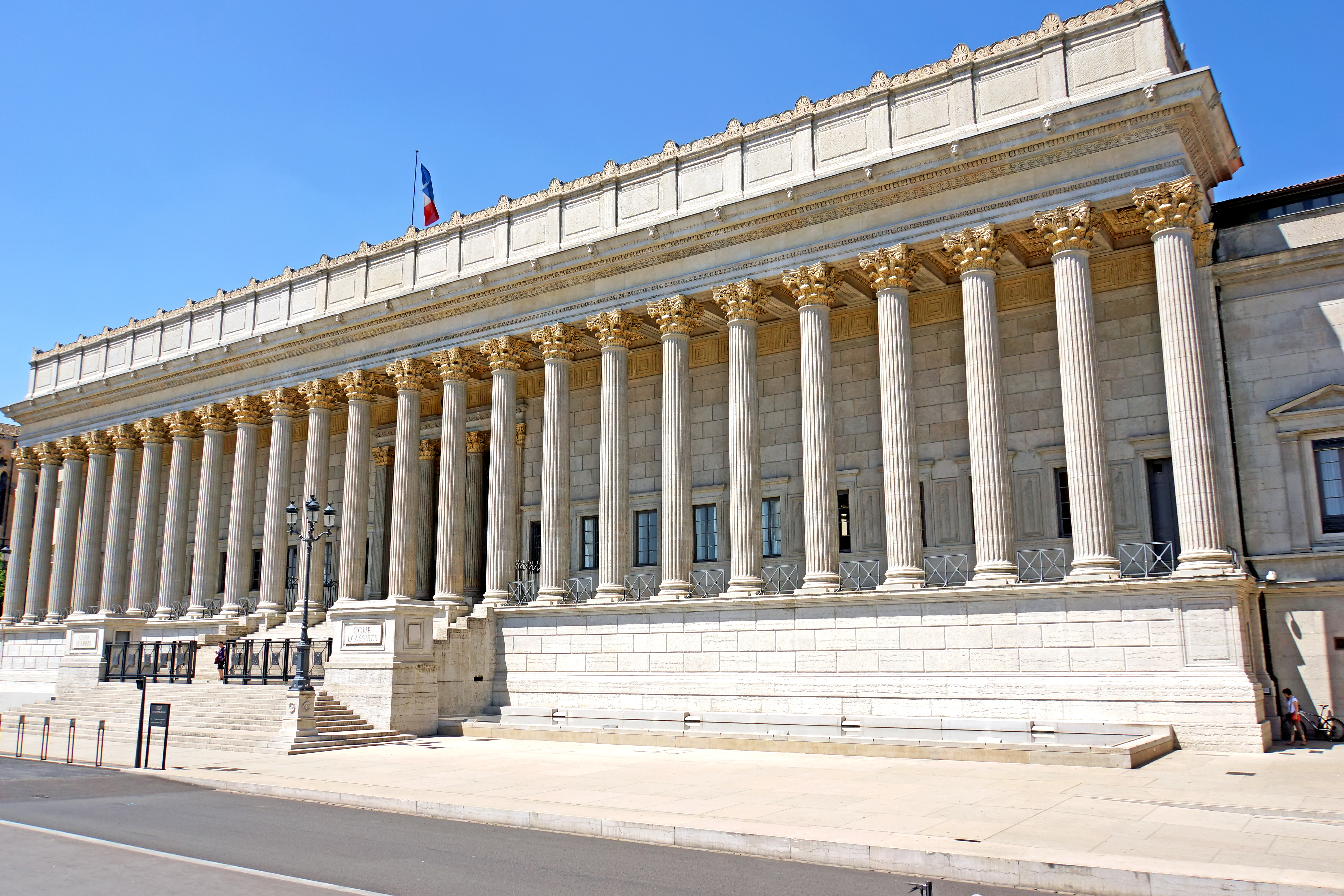
Palais de  justice historique de Lyon en 2014.

## Accueil
Marcel Carné : « Thérèse Raquin avait été choisi pour représenter la France à la Biennale de Venise. Je redoutais d’autant plus le verdict final, que les films en concurrence étaient, cette année-là, d’une qualité exceptionnelle...  Aux applaudissements nourris se mêlèrent cependant quelques sifflets un peu frêles... […] Si on trouva Simone Signoret excellente, le succès alla surtout à l’inconnu qu’était Roland. Quant à Vallone, dépité, il avait quitté Venise tôt le lendemain de la projection, sans même prévenir qui que ce soit... Finalement, le jury trouva que Roland était trop jeune pour se voir récompenser. […] Ce fut le film qui obtint le Lion de Venise. […] J'allais chercher le trophée sur la scène, je fus accueilli par les mêmes sifflets des vieilles dames empanachées qui, j’en demeure encore navré, n’avaient pas aimé le film... »
Raf Vallone témoigne sa reconnaissance par télégramme à un Marcel Carné qui se dit « vivement stupéfait » :

« J'ai doublé Thérèse Raquin en italien — Stop — J'ai eu une conscience encore plus profonde de ton génie — Stop — Je suis heureux du succès qu'à Paris a eu ton œuvre à laquelle je suis orgueilleux d'appartenir avec la même amitié. »

— Raf Vallone.
Le Mag du Ciné : « Si Signoret fait merveille sous la direction de Marcel Carné, il faut dire que d’autres comédiens de grand talent viennent compléter un casting irréprochable. Raf Vallone, d’abord, l’acteur italien qui a tourné avec De Santis, Lattuada, Malaparte et Rosi jouant ici pour la première fois dans un long métrage français. Il insistera (et obtiendra) de ne pas être doublé, s’exprimant donc lui-même dans un français non dépourvu d’un charmant accent, mais impressionnant (ses origines italiennes sont même intelligemment utilisées dans le scénario). Comme Signoret, il est l’incarnation physique idéale de son rôle : imposant, au charme latin et au regard ténébreux dans lequel on devine une certaine fragilité de bête traquée. De fait, s’il utilise son physique pour intimider Camille puis « Riton », le maître-chanteur, son impulsivité trahit un manque de réflexion et une fragilité émotionnelle, qu’accentuera par contraste le sang-froid et la force tranquille de Thérèse, qui ne perd jamais pied.
L’introduction par les scénaristes Carné et Charles Spaak du personnage de Henri, dit « Riton », est un coup de maître et constitue un des seuls changements importants par rapport au roman de Zola (avec l’époque à laquelle se déroule l’action, bien entendu, transposée dans les années 50). Témoin gênant du drame dans le train, Riton, titi parisien et ancien marin, est ce deus ex machina qui endosse un rôle trop grand pour lui en faisant chanter le couple coupable, et dont la mort accidentelle le condamne. Il est interprété avec talent par Roland Lesaffre, un ancien résistant et fusilier marin devenu comédien , qui entretint une relation sentimentale avec Marcel Carné, qui le fera tourner dans pas moins de onze de ses longs-métrages. Il faut enfin saluer la prestation de Sylvie qui, après avoir tourné sous la direction de Clouzot (Le Corbeau/1943), interprète ici la belle-mère tyrannique devenue la représentation de la conscience coupable de Thérèse, ainsi que celle de Jacques Duby, que le public découvre avec ce film, dans le rôle du fragile et pathétique Camille. »

## Distinctions

### Récompenses
- Mostra de Venise 1953 : Lion d'argent (voir lauréats ex aequo[9]) de la meilleure réalisation à Marcel Carné.
- Kinema Junpō 1955 : prix du meilleur film en langue étrangère à Marcel Carné.

### Nominations
- Festival international du film de Saint-Sébastien 1953 : Marcel Carné nommé pour le prix du meilleur film.
- Mostra de Venise 1953 : Marcel Carné nommé pour le Lion d'or du meilleur film.

## Autres adaptations
- Après une première adaptation italienne, Teresa Raquin (Thérèse Raquin) de Nino Martoglio (1915), vient le remake français de Jacques Feyder Thérèse Raquin (1928), puis la version de Marcel Carné. Une coproduction internationale, En secret (In Secret) de Charlie Stratton sort en 2013. Les adaptations télévisées sont très nombreuses depuis les années 1950, réalisées en versions séries et téléfilms.